# Jan Adam Nesmann
Jan Adam Nesmann, vlastním podpisem Johan Adam Neβman, uváděný též jako Nessmann (1710 Mohuč – 21. květen 1773 Brno) byl pozdně barokní sochař a řezbář pocházející ze západoněmeckého Porýní a působící na území Moravy. Byl významně ovlivněn akademickým sochařem Janem Jiřím Schaubergerem. Pracoval především ve dřevě, kameni a výjimečně i štuku. Nejvíce jeho děl se nachází na území Brna a v nejbližším okolí.

## Život

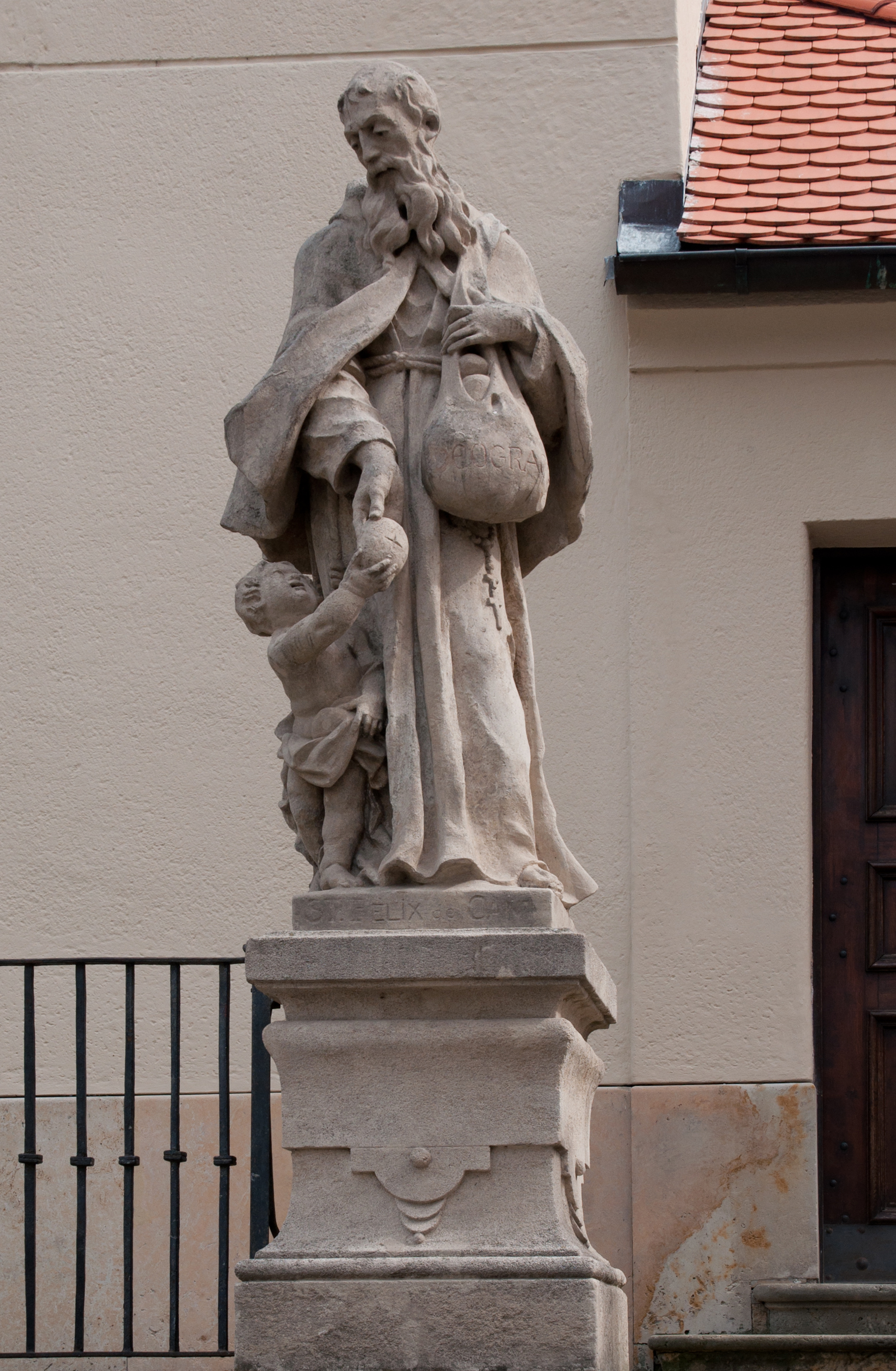
sv. Felix z Cantalice před kapucínským kostelem v Brně

Životní osudy sochaře se začínají psát rokem 1710 v Mohuči. Své nadání začal zušlechťovat zřejmě již v Porýní v některé z tamějších sochařských dílen. Na Moravu se poprvé dostal před rokem 1736 patrně přes Vídeň, kde pracoval pro knížata z Lichtenštejnu. V roce 1737 je již uváděn jako měšťan v Brně. Zde je z počátku pravděpodobně zaměstnán v dílně sochaře Jana Jiřího Schaubergera. Tento rakouský na Moravě pracující umělec a propagátor římského sochařství měl poté na Nesmanna celoživotní vliv.
Jeho první doložené dílo je část sochařské výzdoby rampy dominikánského kostela sv. Michala v Brně. Na této zakázce z konce 30. let se potkal se sochaři Josefem Winterhalderem starším a také Ondřejem Zahnerem, který byl v té době rovněž Schaubergerovým žákem. Nesmann zde umístil sochy světců sv. Vincence Ferrerského a jezuitského světce, asi sv. Aloise Gonzagy nebo Stanislava Kostky v životní velikosti. Podobný soubor čistě kapucínských světců vytvořil, ale již samostatně v polovině 60. let. na terase kostela Nalezení sv. Kříže. Tyto společně se sochami od kostela sv. Michala jsou vytesány z nekvalitního mušlového vápence, a z tohoto důvodu musely být nahrazeny většina hlav a rukou, a je tak narušen sochařův originální rukopis. Roku 1740 se Nesmann v Brně oženil s Annou Terezou Rohrbacherovou a narodilo se jim postupně pět dcer. Roku následujícího je datována kamenná socha světce s velkým křížem, nejspíše sv. Bernarda před kostelem minoritů. Pro jezuitský kostel vyřezal na stříšky zpovědnic šest dvojic Kristových skutků a také zlacené kartuše na římsu starších manýristických chórových lavic. Když byla v polovině 18. století Mořice Grimmem barokizována katedrála sv. Petra a Pavla, byly do jejího západního průčelí osazeny nadživotní sochy světců od Ondřeje Zahnera. Nápisy do podstavců soch umístěné po regotizaci katedrály v Buchlovicích vytesal právě Nesmann.
Po polovině 18. století byl Nesmann již zavedeným umělcem a získával rozsáhlejší zakázky. Pro kostel sv. Jana Křtitele v Hranicích dodal kompletní vnitřní vybavení skládající se z hlavního a bočních oltářů, kazatelny a křtitelnice. Stejně tak učinil ve farním kostele v Lulči u Vyškova. Na průčelí nového poutního kostela Panny Marie ve Sloupu umístil sochy čtyř světců a interiér obohatil dřevěnými štafírovanými sochami a kazatelnou. V této době mu zemřela první žena a sochař znovu oženil s jistou Annou Marií, se kterou zplodili další čtyři děti, dva chlapce a dvě dívky. 6. května 1761 uzavřel probošt benediktinského kláštera v Rajhradě Bonaventura Piter se sochařem smlouvu pro pětici kamenných soch na most přes řeku Svratku. Ve farním kostele tamtéž vytvořil sochy na hlavním a bočních oltářích. Poslední dochovanou prací se stal svatostánek pro kostel v Opatovicích, ke kterému se dochovalo vyúčtování. Jan Adam Nesmann zemřel 21. května roku 1773 v Brně.

## Dílo

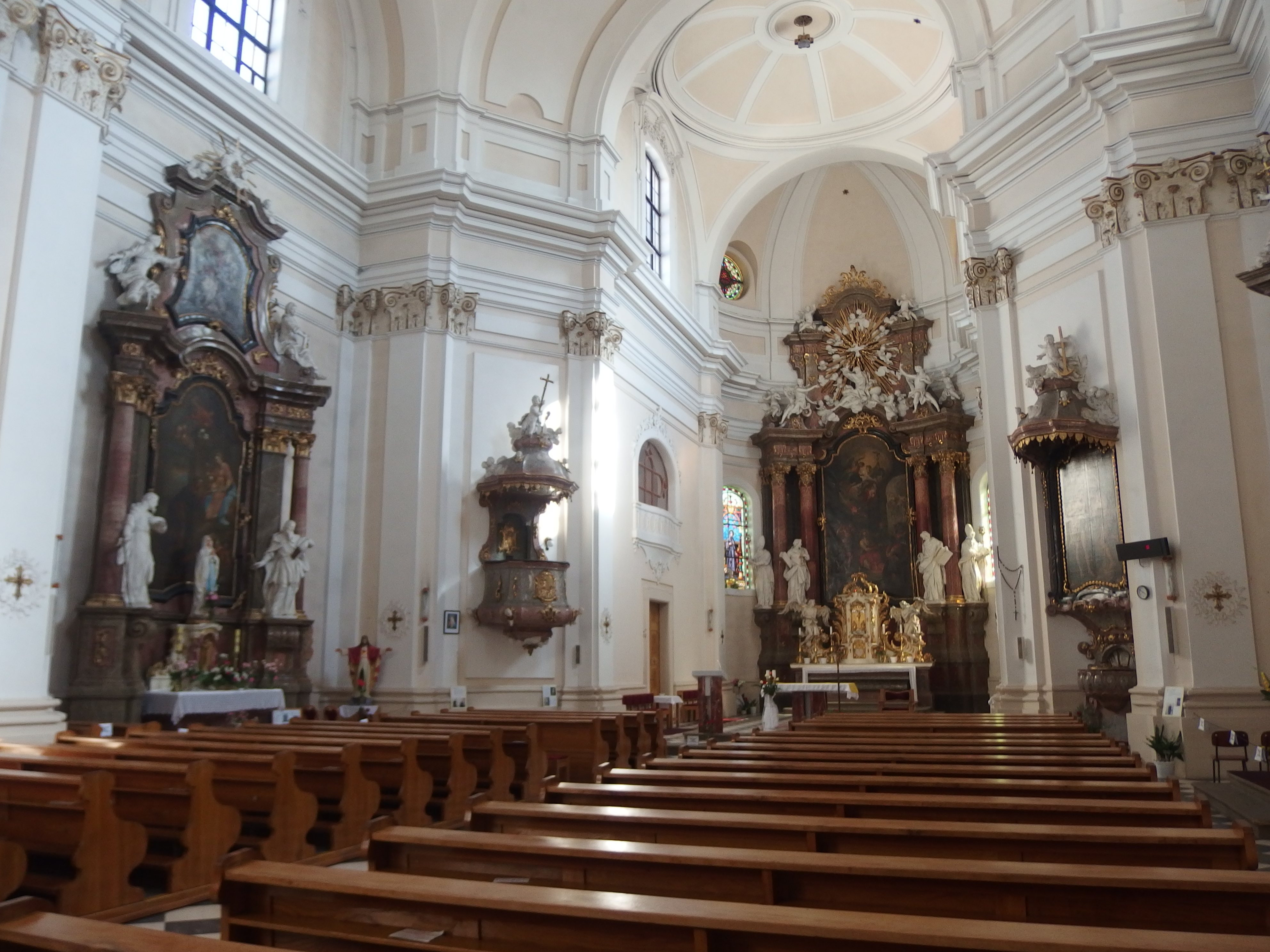
interiér kostela sv. Jana Křtitele v Hranicích

Nesmannovi kamenné, dřevěné sochy, výjimečné štukové sochy se vyznačují elegantními postoji s líbeznými tvářemi a výraznými nadočnicovými oblouky. Draperie figur mají ostré řasy v kubizujících formách. Výrazy světců jsou v některých případech silně expresivní. Dílo z pokročilých 50. a 60. let bývalo a je zaměňováno s pracemi sochaře Ondřeje Schweigla. Například sochy v kostele v Lulči, Sloupu nebo Rajhradě.
- 1737 – sochy sv. Aloise Gonzagy? (sv. Stanislava Kostky) a sv. Vincence Ferrerského na rampě dominikánského kostela sv. Michala, Brno
- 1741 – socha sv. Jana z Boha? (sv. Bernarda z Clairvaux) před kostelem milosrdných bratří sv. Leopolda, Brno (pochází z nedalekého mostu přes Svratku, přemístěna zřejmě po roce 1837)
- 1747 – řezbářská výzdoba nástavců chórových lavic, jezuitský kostel Nanebevzetí Panny Marie, Brno  – 2 kartuše (z původních 4) s reliéfem sv. Máří Magdalény a Zvěstování a 2 kartuše s Ditrichštejnským znakem, umístěné druhotně pod kruchtou, drobné ornamentální řezby
- 1748 – řezbářská výzdoba šesti zpovědnic na motivy Krista s kajícníky, jezuitský kostel Nanebevzetí Panny Marie, Brno – Kristus se setníkem, Kristus s apoštolem Petrem, Vzkříšení Lazara, Uzdravení malomocného, Kristus a bohatý mládenec a Zjevení Krista nevěřícímu Tomáši
- 1748 – vytesání nápisů do podstavců soch sv. Petra, sv. Pavla, sv. Cyrila a sv. Metoděje od Ondřeje Zahnera z průčelí katedrály sv. Petra a Pavla v Brně, dnes u kostela a v zámeckém parku v Buchlovicích
- polovina 18. stol. – řezba sv. Petra Kajícníka, původem z uměleckého obchodu v Brně, zámek Valtice
- polovina 18. stol. – sošky sv. Josefa a Immaculaty na podstavcích s andílky ? (nejisté autorství, v úvahu přichází Jan Stern, příp. Joachim Günther), Moravská galerie v Brně[5][6]
- polovina 18. stol. – sochy i sv. Cyrila a sv. Metoděje na hlavním oltáři, kaple sv. Floriána, Rousínov
- polovina 18. stol. – křtitelnice a nástavec hlavního oltáře kostele Nanebevzetí Panny Marie, Kojetín ?
- 1751–1753 – řezbářská výzdoba hlavního a bočních oltářů sv. Anny a sv. Josefa a kazatelny, kostel sv. Martina, Luleč
- 1751–1755 – sochařská výzdoba průčelí a řezbářská výzdoba hlavního a bočních oltářů sv. Anny, sv. Josefa, sv. Karla Boromejského a sv. Františka z Assisi a kazatelny, kostel Panny Marie Bolestné, Sloup
- 1752 – řezbářská výzdoba bočního oltáře sv. Jana Nepomuckého, katedrála sv. Petra a Pavla, Brno
- 1753–1755 – sochy sv. Josefa sv. Jana Nepomuckého na průčelí kostela sv. Kříže, Sněžné
- kolem 1759 – štuková výzdoba oltáře Kalvárie v nemocničním sálu, Klášter milosrdných bratří, Brno
- 1760–1765 – štuková výzdoba hlavního a bočních oltářů sv. Příbuzenstva, sv. Josefa a kazatelny a křtitelnice, kostel Stětí sv. Jana Křtitele, Hranice

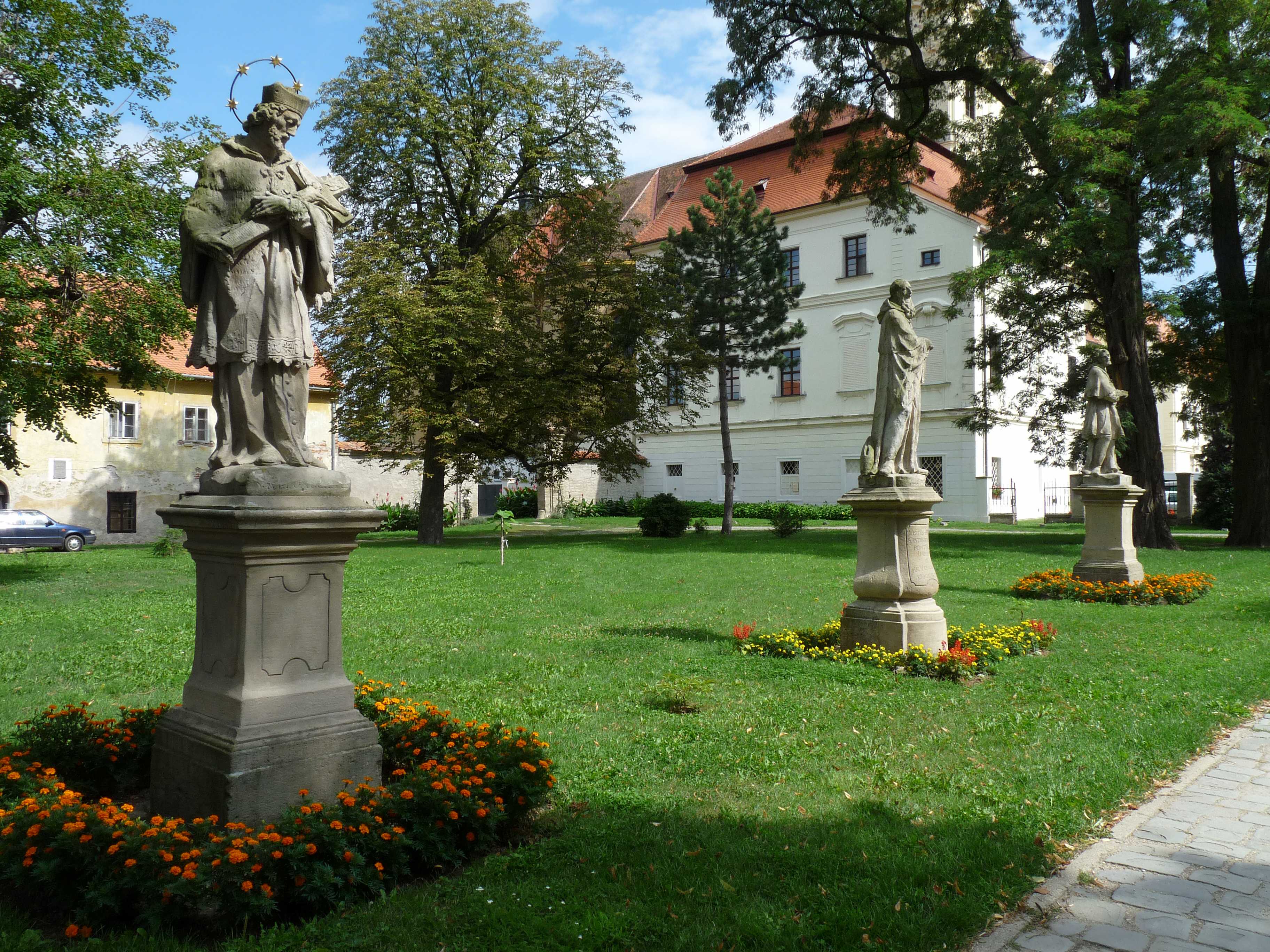
sochy světců z mostu v Rajhradě

- sochy světců z mostu v Rajhradě1761 – sochy světců a kříž původně umístěných na mostě přes řeku Svratku, dnes v parku před vchodem do kláštera, Rajhrad – sv. Petr, sv. Pavel, sv. Jan Nepomucký, sv. Bonaventura, sv. Benedikt a Krucifix
- 1765 – sochy světců na terase před kapucínským kostelem Nalezení sv. Kříže, Brno – sv. Josef z Leonessy, sv. Fidel ze Sigmaringen, sv. František z Assisi, sv. Antonín Paduánský a sv. Felixe z Cantalice
- 1765 – řezbářská výzdoba bočního oltáře sv. Rodiny, kostel Nanebevzetí Panny Marie, Ivančice
- 1765–1766 – řezbářská výzdoba hlavního a bočních oltářů Piety a Božího hrobu a kazatelny, kostel Povýšení sv. Kříže, Rajhrad
- 1766 – sousoší sv. Jana Nepomuckého se dvěma andílky u kostela, Ostrovačice
- 1766 – polopostava sv. Jana Nepomuckého na pilíři ve výklenku ohradní zdi zámku, Brněnské Ivanovice
- 60. léta – socha sv. Jana Nepomuckého ve výklenkové kapličce, Rebešovice
- 60. léta – socha sv. Jana Nepomuckého u fary, Březí
- 1771 – socha sv. Jana Nepomuckého před kostelem, Modřice
- 1773 – tabernákl na bočním oltáři, kostel sv. Karla Boromejského, Opatovice (pochází z vybavení původní kaple zbořené roku 1868)

### Nezachovaná díla
- 1747 – dvě kartuše z nástavců chórových lavic, jezuitský kostel Nanebevzetí Panny Marie, Brno
- kolem 1755 – řezbářská výzdoba hlavního oltáře včetně tabernáklu, kostel sv. Jakuba, Brno (odstraněno po roce 1878)

- 1761 – čtyři mramorem vykládané desky stoly pro Karla Maxmiliána z Ditrichštejna, zámek Mikulov

- 1763 – nebesa a podstavec pro monstranci, katedrála sv. Petra a Pavla, Brno
- 1764 – tabernákl hlavního oltáře, kostel sv. Jana Křtitele, Ostrovačice (odstraněn 1832)